# Kejsarpalatset i Tokyo

Karta över Kejsarpalatset och dess omgivande trädgårdar

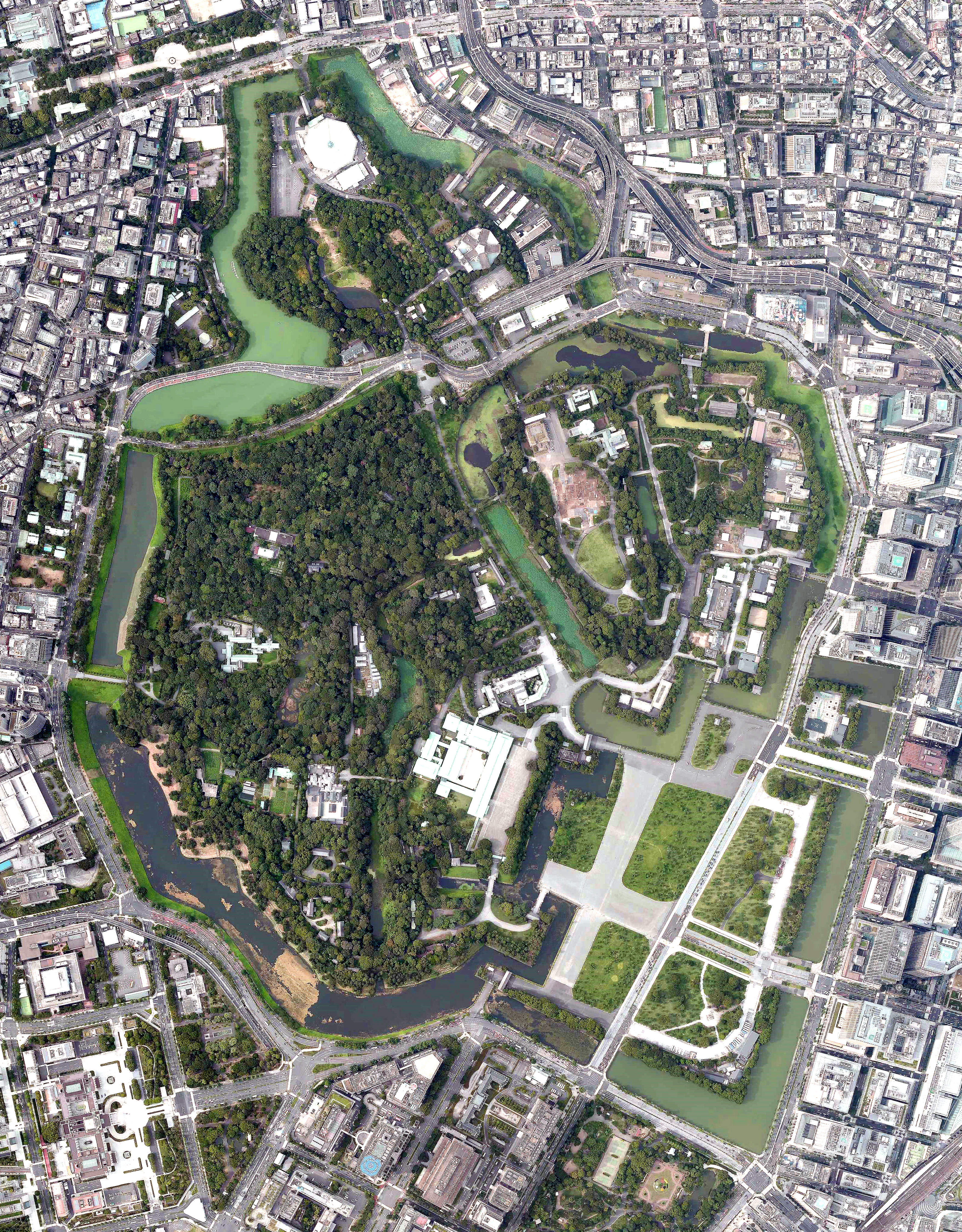
Flygfoto av Kejsarplatset

Kejsarpalatset i Tokyo (皇居 Kōkyo) är residenset för Kejsaren av Japan. År 1868 flyttade kejsare Meiji från Kyoto, som tidigare hade varit kejserlig huvudstad i mer än 1000 år, och gjorde istället Tokyo till Japans huvudstad.
Kejsarpalatset är ett stort parkliknande område som ligger i Chiyoda i Tokyo nära Tokyo Station. Utöver det huvudsakliga palatset (Kyūden 宮殿) rymmer det flera byggnader inklusive privata bostäder för den kejserliga familjen, ett arkiv, museum och administrativa kontor. Det är byggt på platsen för det gamla Edoslottet. Den totala arean inklusive trädgårdarna är 3,41 kvadratkilometer. Inne i palatsområdet finns också Tokagakudo konserthall. 
Det gjordes till det största slottet i världen, men nu återstår bara den inre cirkeln av det kejserliga palatset. Den del av palatset där kejsaren nu bor ligger på ägornas västra sida. Mycket av palatset blev söderbombat under andra världskriget, men en del har blivit återuppbyggt sedan dess.

## Historik

### Edoslottet
På 1400-talet uppfördes Edoslottet på platsen. Edoslottet tillhörde shogun och hans hov. När shogunatet hade avskaffats, flyttade kejsaren 26 november 1868 från Kejsarpalatset i Kyoto till Edoslottet och gjorde Tokyo till sin huvudstad och slottet till sitt residens. Den 9 maj 1869 fick Edoslottet namnet Kejsarpalatset i Tokyo. Slottet brann ned 5 maj 1873. 

### Gamla kejsarpalatset
Det Gamla kejsarpalatset i Tokyo stod färdigt 1888. Det byggdes huvudsakligen i trä, och bestod liksom det tidigare palatset av flera byggnader. Gamla kejsarpalatset designades som en japansk byggnad till sin exteriör, medan dess interiör var en blandning av japansk och västerländsk stil. Takmålningarna i de officiella paradvåningarna gick i japansk stil, medan möblemanget följde dåtida västerländsk stil. 
Mellan 1888 och 1948 kallades palatsområdet för Palats-Slottet (宮城, Kyūjō). 
Den 25 maj 1945 brann de flesta byggnader inom palatsområdet ned under ett amerikanskt bombanfall, och 29 juli 1945 bombades palatset avsiktligt. I augusti 1945 mötte kejsaren sitt kansli i ett skyddsrum på området under förhandlingarna som slutade i Japans kapitulering. 

### Nya kejsarpalatset
Det nuvarande Kejsarpalatset i Tokyo började uppföras under 1960-talet. Kyūden (宮殿) är den mottagningsbyggnad som används för officiella högtider. Fukiagepalatset (吹上御所, Fukiage gosho) är kejsarens officiella residens. Det designades av Shōzō Uchii och stod helt klart 1993. De nuvarande byggnaderna är både mindre och enklare än de tidigare byggnaderna.

## Området
Mest känd på palatsområdet är Nijubashi, en stenbro med dubbla bågar som ligger öster om själva palatset. Bron var färdig 1888 och blev då den stora inkörsporten till palatset. 
Innan Nijubashi byggdes var den mycket stora porten Otemon den viktigaste entrén till området. Den blev förstörd under andra världskriget, men återuppfördes 1967. Numera är den entré för palatsets östra trädgård, där konstmuseet Sannomaru Shozokan finns. 
En bit från trädgården finns Hyakunin Basho. Där bodde 100 samurajer medan de vaktade palatset i skift. Bakom Hyakunin Basho finns det stora tornet Honmaru, som numera bara är kraftiga stenmurar.

## Galleri

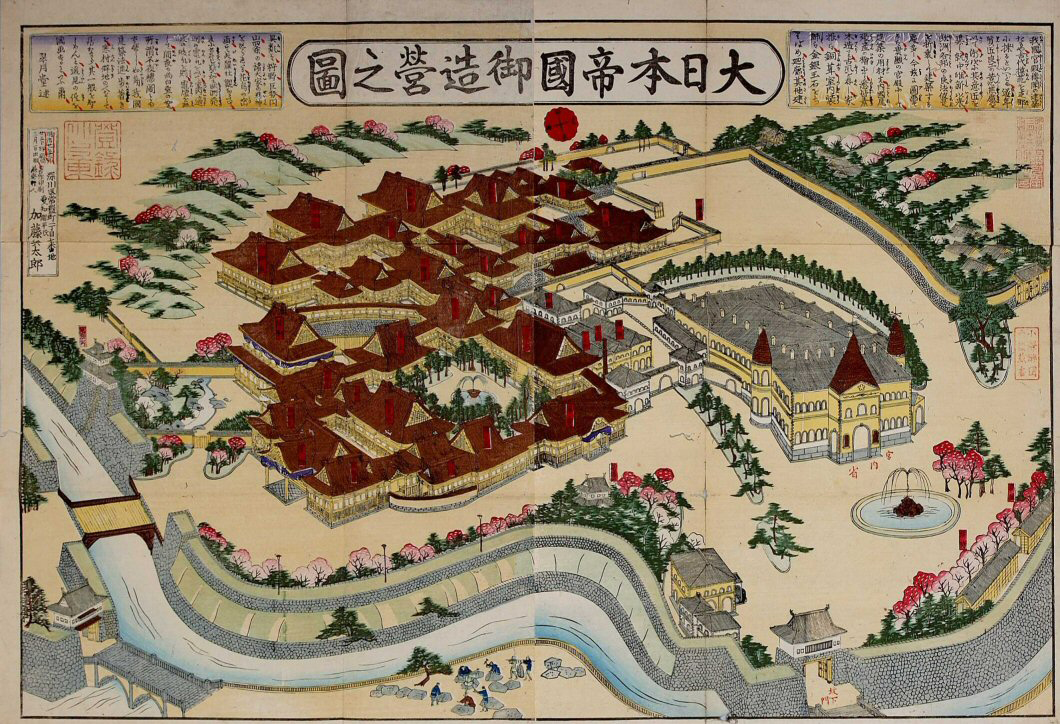
Gamla kejsarpalatset.
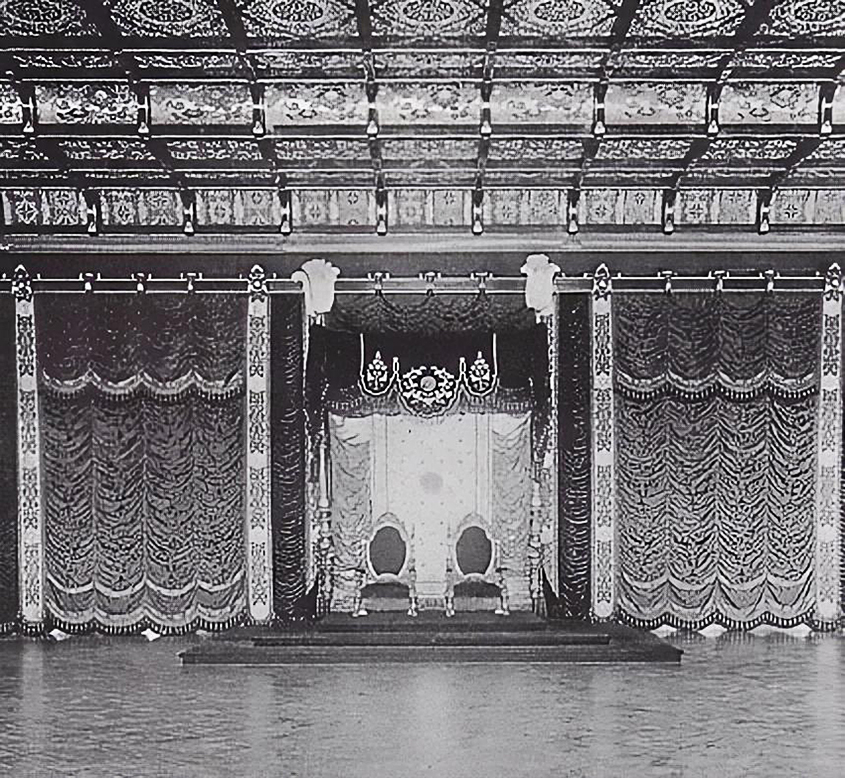
Tronsalen i Gamla kejsarpalatset.
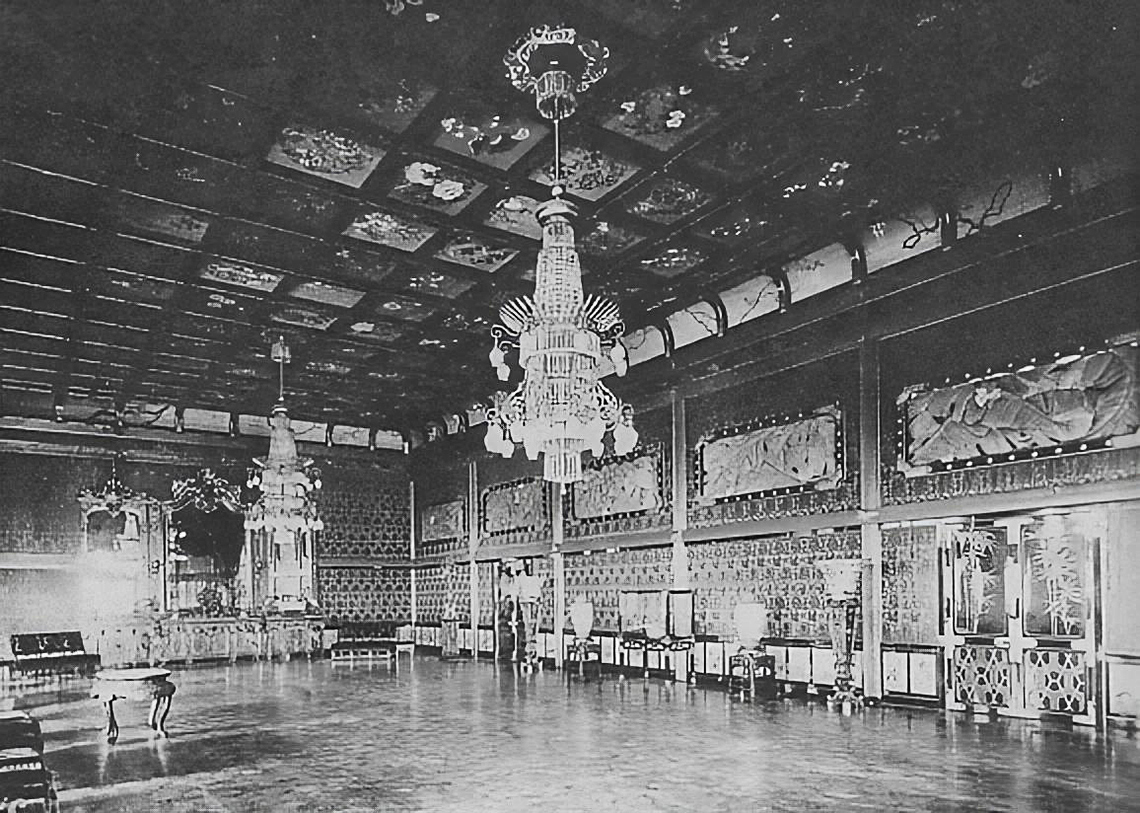
Chigusa-no-Ma. Mottagningssal i Gamla kejsarpalatset.